# Paulo César Chávez
Paulo César Chávez Quirarte (nacido el 7 de enero de 1976 en Guadalajara, Jalisco) es un exfutbolista mexicano que jugó en la posición de mediocampista. Es padre del futbolista Mateo Chávez.

## Trayectoria
Paulo César "Tilón" Chávez, también conocido como el Temoc "Invasor Zim", debutó con Chivas en 1993 en un partido que el Rebaño ganó 2-0 al Puebla. Alcanzó su máximo logro al coronarse campeón del Verano 1997, torneo en el que anotó el gol, que ha sido comparado con el de Chima Ruiz que le hace a Toros Neza en el que se burla a seis jugadores incluido el "Cabrito" Arellano en 1997, con ese gol se clasifican a la final en el juego ante Morelia. El Verano 2000 sería su último torneo con Chivas y luego pasó al Monterrey donde inmediatamente toma la titularidad.
Formó parte de la selección mexicana durante varios juegos internacionales y participó con el equipo en los torneos de Copa América 1997 y la Copa Confederaciones de ese mismo año e inicialmente fue convocado por el entonces director técnico de la selección Manuel Lapuente para el equipo que participaría en la Copa Mundial de Francia 98 sin embargo a poco tiempo de iniciar la justa fue recortado del equipo debido a una estipulación de FIFA de disminuir el número de jugadores de todas los países participantes.   
En el 2004 es transferido al Club Deportivo Toluca y regresa a Chivas para el Apertura 2005. Teniendo poca actividad en Primera división ya que fue registrado a través del Club Deportivo Tapatío. En el Apertura 2006 fue registrado en el primer equipo de Monarcas Morelia.
El 3 de enero del 2007 regresa a las Chivas para jugar con el Tapatio de la primera división "A". Para 2008 pasó a jugar con los Tiburones Rojos de Veracruz y para la primera mitad del 2009 llegó al Club León, donde se consolidó como titular indiscutible.
A partir del Apertura 2009 de la Liga de Ascenso de México juega para los Rayos del Necaxa. Equipo con el que se coronó campeón del mismo torneo y ascendió a la primera división mexicana.
Posteriormente pasó al Club Irapuato y para el Torneo Apertura 2012 fue contratado por el Club Dorados de Sinaloa en la Liga de Ascenso MX, retirándose en ese equipo.

## Estadísticas

### Clubes
| C.D. Guadalajara · México |               |               |     |    |    |   |   |     |     |    |
| 1.ª | 1993-94       | 7             | 1   | -  | -  | - | - | 7   | 1   |    |
| 1.ª | 1994-95       | 3             | 0   | 1  | 1  | - | - | 4   | 1   |    |
| 1.ª | 1995-96       | 7             | 0   | 3  | 0  | - | - | 10  | 0   |    |
| 1.ª | 1996-97       | 37            | 6   | 6  | 0  | - | - | 42  | 6   |    |
| 1.ª | 1997-98       | 35            | 7   | 13 | 0  | 9 | 3 | 45  | 10  |    |
| 1.ª | 1998-99       | 42            | 4   | 2  | 0  | - | - | 44  | 4   |    |
| 1.ª | 1999-00       | 39            | 4   | 4  | 1  | - | - | 43  | 5   |    |
| 1.ª | 2005-06       | 3             | 0   | 0  | 0  | - | - | 3   | 0   |    |
| Total club | Total club    | 173           | 22  | 17 | 2  | 9 | 3 | 199 | 27  |    |
| C.F. Monterrey · México |               |               |     |    |    |   |   |     |     |    |
| 1.ª | 2000-01       | 35            | 3   | -  | -  | - | - | 35  | 3   |    |
| 1.ª | 2001-02       | 34            | 7   | -  | -  | - | - | 34  | 7   |    |
| 1.ª | 2002-03       | 9             | 0   | -  | -  | - | - | 9   | 0   |    |
| 1.ª | 2003-04       | 25            | 1   | -  | -  | - | - | 25  | 1   |    |
| Total club | Total club    | 103           | 11  | -  | -  | - | - | 103 | 11  |    |
| Deportivo Toluca · México |               |               |     |    |    |   |   |     |     |    |
| 1.ª | 2004-05       | 26            | 0   | 3  | 0  | - | - | 29  | 0   |    |
| Total club | Total club    | 26            | 0   | 3  | 0  | - | - | 29  | 0   |    |
| Monarcas Morelia · México |               |               |     |    |    |   |   |     |     |    |
| 1.ª | 2006          | 0             | 0   | -  | -  | - | - | 0   | 0   |    |
| Total club | Total club    | 0             | 0   | -  | -  | - | - | 0   | 0   |    |
| Chivas Coras · México |               |               |     |    |    |   |   |     |     |    |
| 2ª | 2005-06       | 18            | 6   | -  | -  | - | - | 18  | 6   |    |
| Total club | Total club    | 18            | 6   | -  | -  | - | - | 18  | 6   |    |
| Monarcas Morelia A · México |               |               |     |    |    |   |   |     |     |    |
| 2ª | 2006          | 10            | 0   | -  | -  | - | - | 10  | 0   |    |
| Total club | Total club    | 10            | 0   | -  | -  | - | - | 10  | 0   |    |
| C.D. Tapatío · México |               |               |     |    |    |   |   |     |     |    |
| 2ª | 2007          | 11            | 3   | -  | -  | - | - | 11  | 3   |    |
| 2ª | 2007-08       | 29            | 6   | -  | -  | - | - | 29  | 6   |    |
| Total club | Total club    | 40            | 9   | -  | -  | - | - | 40  | 9   |    |
| Veracruz · México |               |               |     |    |    |   |   |     |     |    |
| 2ª | 2008          | 11            | 0   | -  | -  | - | - | 11  | 0   |    |
| Total club | Total club    | 11            | 0   | -  | -  | - | - | 11  | 0   |    |
| C. León · México |               |               |     |    |    |   |   |     |     |    |
| 2ª | 2009          | 16            | 0   | -  | -  | - | - | 16  | 0   |    |
| Total club | Total club    | 16            | 0   | -  | -  | - | - | 16  | 0   |    |
| C. Necaxa · México |               |               |     |    |    |   |   |     |     |    |
| 2ª | 2009-10       | 43            | 4   | -  | -  | - | - | 43  | 4   |    |
| 1.ª | 2010-11       | 27            | 0   | -  | -  | - | - | 27  | 0   |    |
| Total club | Total club    | 70            | 4   | -  | -  | - | - | 70  | 4   |    |
| Irapuato F.C. · México |               |               |     |    |    |   |   |     |     |    |
| 2ª | 2011-12       | 16            | 2   | -  | -  | - | - | 16  | 2   |    |
| Total club | Total club    | 16            | 2   | -  | -  | - | - | 16  | 2   |    |
| Dorados de Sinaloa · México |               |               |     |    |    |   |   |     |     |    |
| 2ª | 2012          | 14            | 0   | 5  | 0  | - | - | 19  | 0   |    |
| Total club | Total club    | 14            | 0   | 5  | 0  | - | - | 19  | 0   |    |
| Total carrera | Total carrera | Total carrera | 497 | 54 | 25 | 2 | 9 | 3   | 531 | 59 |
| (1) Incluye datos de la Copa México, Pre Pre Libertadores (1998 y 1999) e InterLiga (2005 y 2006). (2) Incluye datos de la Pre Libertadores (1998) y Copa Libertadores (1998). |               |               |     |    |    |   |   |     |     |    |

3 Jugó el partido único entre América y Guadalajara, realizado en el Estadio Azteca para determinar el orden de enfrentamientos entre los clubes mexicanos y los venezolanos, esto luego del rechazo de Cruz Azul y Atlante a participar en un cuadrangular eliminatorio para los clubes mexicanos..

### Selección nacional
| Selección  | Año        | Amistosos | Amistosos | Eliminatorias | Eliminatorias | Mundial | Mundial | Copa Oro | Copa Oro | Copa América | Copa América | Copa Confederaciones | Copa Confederaciones | Total | Total |
| Selección  | Año        | Part.     | Goles     | Part.         | Goles         | Part.   | Goles   | Part.    | Goles    | Part.        | Goles        | Part.                | Goles                | Part. | Goles |
| ---------- | ---------- | --------- | --------- | ------------- | ------------- | ------- | ------- | -------- | -------- | ------------ | ------------ | -------------------- | -------------------- | ----- | ----- |
| México     |            |           |           |               |               |         |         |          |          |              |              |                      |                      |       |       |
| 1997       | -          | -         | 2         | 1             | -             | -       | -       | -        | 5        | 0            | 2            | 0                    | 9                    | 1     |       |
| 1998       | 3          | 0         | -         | -             | -             | -       | -       | -        | -        | -            | -            | -                    | 3                    | 0     |       |
| 1999       | 13         | 1         | -         | -             | -             | -       | -       | -        | 3        | 0            | -            | -                    | 16                   | 1     |       |
| 2000       | 2          | 0         | -         | -             | -             | -       | -       | -        | -        | -            | -            | -                    | 2                    | 0     |       |
| Total club | Total club | 17        | 1         | 2             | 1             | -       | -       | -        | -        | 8            | 0            | 2                    | 0                    | 30    | 2     |

## Selección nacional
Chávez tuvo cierta regularidad en las convocatorias a la Selección Mexicana previo al mundial de Francia 1998, 
y formó parte de la lista preliminar de 24 jugadores previa al Mundial de Francia 1998, de la cual fue de los dos elementos sacrificados por el director Técnico Manuel Lapuente junto con David Oteo para la lista final de 22 jugadores.

### Participaciones en torneos internacionales
| Competición                    | Categoría | Sede           | Resultado    | Partidos |
| ------------------------------ | --------- | -------------- | ------------ | -------- |
| Copa América 1997              | Absoluta  | Bolivia        | Tercer lugar | 5        |
| Copa FIFA Confederaciones 1997 | Absoluta  | Arabia Saudita | Primera fase | 2        |
| Copa Carlsberg 1999            | Absoluta  | Hong Kong      | Tercer lugar | 2        |
| Copa USA 1999                  | Absoluta  | Estados Unidos | Campeón      | 2        |
| Copa Corea 1999                | Absoluta  | Corea del Sur  | Tercer lugar | 3        |
| Copa América 1999              | Absoluta  | Paraguay       | Tercer lugar | 3        |
| Copa USA 2000                  | Absoluta  | Estados Unidos | Tercer lugar | 2        |

### Partidos internacionales
| #  | Fecha                   | Rival          | Sede             | Estadio                         | Resultado | Competición                |
| -- | ----------------------- | -------------- | ---------------- | ------------------------------- | --------- | -------------------------- |
| 1  | 13 de junio de 1997     | Colombia       | Santa Cruz       | Estadio Ramón Tahuichi Aguilera | 1 - 2     | Copa América 1997          |
| 2  | 19 de junio de 1997     | Costa Rica     | Santa Cruz       | Estadio Ramón Tahuichi Aguilera | 1 - 1     | Copa América 1997          |
| 3  | 22 de junio de 1997     | Ecuador        | Cochabamba       | Estadio Félix Capriles          | 1 - 1     | Copa América 1997          |
| 4  | 25 de junio de 1997     | Bolivia        | La Paz           | Estadio Hernando Siles          | 1 - 3     | Copa América 1997          |
| 5  | 28 de junio de 1997     | Perú           | Oruro            | Estadio Jesús Bermúdez          | 1 - 0     | Copa América 1997          |
| 6  | 9 de noviembre de 1997  | Costa Rica     | Ciudad de México | Estadio Azteca                  | 3 - 3     | Clasificación Mundial 1998 |
| 7  | 16 de noviembre de 1997 | Jamaica        | Kingston         | Independence Park               | 0 - 0     | Clasificación Mundial 1998 |
| 8  | 12 de diciembre de 1997 | Australia      | Riad             | Estadio Rey Fahd                | 1 - 3     | Copa Confederaciones 1997  |
| 9  | 14 de diciembre de 1997 | Arabia Saudita | Riad             | Estadio Rey Fahd                | 5 - 0     | Copa Confederaciones 1997  |
| 10 | 15 de abril de 1998     | Perú           | San Diego        | Qualcomm Stadium                | 1 - 0     | Amistoso                   |
| 11 | 20 de mayo de 1998      | Noruega        | Oslo             | Bislett Stadion                 | 2 - 5     | Amistoso                   |
| 12 | 23 de mayo de 1998      | Irlanda        | Dublín           | Estadio Aviva                   | 0 - 0     | Amistoso                   |
| 13 | 10 de febrero de 1999   | Argentina      | East Rutherford  | Giants Stadium                  | 0 - 1     | Amistoso                   |
| 14 | 16 de febrero de 1999   | Hong Kong      | Hong Kong        | Giants Stadium                  | 0 - 0     | Copa Carlsberg 1999        |
| 15 | 19 de febrero de 1999   | Egipto         | Hong Kong        | Giants Stadium                  | 3 - 0     | Copa Carlsberg 1999        |
| 16 | 11 de marzo de 1999     | Bolivia        | Los Ángeles      | Los Angeles Memorial Coliseum   | 2 - 1     | Copa USA 1999              |
| 17 | 13 de marzo de 1999     | Estados Unidos | Los Ángeles      | Memorial Coliseum               | 2 - 1     | Copa USA 1999              |
| 18 | 14 de abril de 1999     | Ecuador        | Nuevo León       | Estadio Tecnológico             | 0 - 0     | Amistoso                   |
| 19 | 28 de abril de 1999     | Paraguay       | Asunción         | Estadio Defensores del Chaco    | 0 - 2     | Amistoso                   |
| 20 | 9 de junio de 1999      | Argentina      | Dallas           | Cotton Bowl                     | 2 - 2     | Amistoso                   |
| 21 | 12 de junio de 1999     | Corea del Sur  | Seúl             | Estadio Olímpico de Seúl        | 1 - 1     | Copa Corea 1999            |
| 22 | 16 de junio de 1999     | Croacia        | Seúl             | Estadio Olímpico de Seúl        | 1 - 2     | Copa Corea 1999            |
| 23 | 18 de junio de 1999     | Egipto         | Seúl             | Estadio Olímpico de Seúl        | 2 - 0     | Copa Corea 1999            |
| 24 | 30 de junio de 1999     | Chile          | Ciudad del Este  | Estadio Antonio Oddone Sarubbi  | 1 - 0     | Copa América 1999          |
| 25 | 3 de julio de 1999      | Brasil         | Ciudad del Este  | Estadio Antonio Oddone Sarubbi  | 1 - 2     | Copa América 1999          |
| 26 | 6 de julio de 1999      | Venezuela      | Ciudad del Este  | Estadio Antonio Oddone Sarubbi  | 3 - 1     | Copa América 1999          |
| 27 | 13 de octubre de 1999   | Paraguay       | Chicago          | Toyota Park                     | 0 - 1     | Amistoso                   |
| 28 | 13 de octubre de 1999   | Colombia       | Houston          | Robertson Stadium               | 0 - 0     | Amistoso                   |
| 29 | 6 de junio de 2000      | Sudáfrica      | Los Ángeles      | Los Angeles Memorial Coliseum   | 4 - 2     | Copa USA 2000              |
| 30 | 11 de junio de 2000     | Estados Unidos | Los Ángeles      | Los Angeles Memorial Coliseum   | 0 - 3     | Copa USA 2000              |

3

### Goles internacionales
| # | Fecha                  | Rival      | Marcador | Resultado | Competición                |
| - | ---------------------- | ---------- | -------- | --------- | -------------------------- |
| 1 | 9 de noviembre de 1997 | Costa Rica | 1-0      | 3-3       | Clasificación Mundial 1998 |
| 2 | 9 de junio de 1999     | Argentina  | 2-2      | 2-2       | Amistoso                   |

## Palmarés

### Campeonatos nacionales
| Título                     | Club               | País   | Año  |
| -------------------------- | ------------------ | ------ | ---- |
| Primera División de México | C.D. Guadalajara   | México | 1997 |
| Primera División de México | C.F. Monterrey     | México | 2003 |
| Liga de Ascenso de México  | Club Necaxa        | México | 2009 |
| Liga de Ascenso de México  | Club Necaxa        | México | 2010 |
| Campeón de Ascenso         | Club Necaxa        | México | 2010 |
| Copa México                | Dorados de Sinaloa | México | 2012 |